# چارلز آلرایت
چارلز آلرایت (انگلیسی: Charles Allwright؛ 11 june 1888 – مه ۱۹۶۶ (aged 77)) بازیکن فوتبال اهل بریتانیا بود.
از باشگاه‌هایی که در آن بازی کرده‌است می‌توان به باشگاه فوتبال بریستول سیتی، باشگاه فوتبال سوئیندون تاون، و باشگاه فوتبال برنتفورد اشاره کرد.